# Tukan zielonodzioby
Tukan zielonodzioby (Ramphastos dicolorus) – gatunek średniej wielkości ptaka z rodziny tukanowatych (Ramphastidae). Zamieszkuje Amerykę Południową – południowo-wschodnią Brazylię, wschodni Paragwaj i północno-wschodnią Argentynę. Nie wyróżnia się podgatunków.

## Morfologia
Długość ciała 42–48 cm; masa ciała 265–400 g. Ma czarne pióra na grzbiecie, boki gardła i szyi ma żółte, a brzuch czerwony.

## Styl życia
Żyje w małych grupach. Zakłada gniazda w dziuplach drzew. Znosi od 2 do 4 jaj, które wylęgają się 16-20 dni.

## Status
Międzynarodowa Unia Ochrony Przyrody (IUCN) uznaje tukana zielonodziobego za gatunek najmniejszej troski (LC, Least Concern). Liczebność populacji nie została oszacowana, ale ptak ten opisywany jest jako dość pospolity. Trend liczebności populacji uznawany jest za spadkowy ze względu na utratę siedlisk, prześladowania w pobliżu plantacji (gdyż zjada on owoce), odłów z przeznaczeniem jako ptak klatkowy oraz polowania dla mięsa.